# Micromyzella pterisoides
Micromyzella pterisoides är en insektsart som först beskrevs av Theobald 1917.  Micromyzella pterisoides ingår i släktet Micromyzella och familjen långrörsbladlöss. Inga underarter finns listade i Catalogue of Life.